# Dominique Allen
Dominique Jayne Allen (Dudley, 10 settembre 1989) è una cestista britannica.

## Carriera
Dal 2006 al 2008 ha disputato la English Basketball League con Northumbria University; dal 2008 si è trasferita negli Stati Uniti alla Oral Roberts University.
Nel 2012 viene convocata per i Giochi della XXX Olimpiade.